# Максимов, Роман
Рома́н Макси́мов (латыш. Romāns Maksimovs; 3 января 1995, Рига) — латвийский футболист, вратарь.

## Карьера
Воспитанник Футбольной школы Шитика, в подготовительный период к сезону 2011 года Роман Максимов присоединился к команде МЕТТА/Латвийский университет. Но так как он не получил место в основном составе, то на правах аренды Роман Максимов начал играть за «Тукумс 2000».
Летом 2011 года Роман Максимов был приглашён в ряды клуба «Вентспилс», а в начале 2012 года он перешёл в рижскую «Даугаву».